# Hypognatha jacaze
Hypognatha jacaze är en spindelart som beskrevs av Levi 1996. Hypognatha jacaze ingår i släktet Hypognatha och familjen hjulspindlar. Inga underarter finns listade i Catalogue of Life.